# فرودگاه ردز والووا
 فرودگاه ردز والووا (به انگلیسی: Reds Wallowa Horse Ranch Airport) یک فرودگاه خصوصی است که یک باند فرود چمن دارد و طول باند آن ۸۵۳ متر است. این فرودگاه در کشور ایالات متحده آمریکا قرار دارد و در ارتفاع ۱۰۹۷ متری از سطح دریا واقع شده است.